# Woodstock 2
Woodstock 2 est le second album tiré du festival de Woodstock de 1969, sorti deux ans plus tard. Il fait suite à Woodstock: Music from the Original Soundtrack and More.

## Titres

### Face 1
1. Jam Back at the House – 7:28 (Jimi Hendrix)
2. Izabella – 5:04 (Jimi Hendrix)
3. Get My Heart Back Together – 8:02 (Jimi Hendrix)

### Face 2
1. Saturday Afternoon / Won't You Try – 5:54 (Jefferson Airplane)
2. Eskimo Blue Day – 6:22 (Jefferson Airplane)
3. Everything's Gonna Be All Right – 8:36 (The Butterfield Blues Band)

### Face 3
1. Sweet Sir Galahad – 3:58 (Joan Baez)
2. Guinnevere – 5:20 (Crosby, Stills, Nash and Young)
3. 4+20 – 2:23 (Crosby, Stills, Nash and Young)
4. Marrakesh Express – 2:32 (Crosby, Stills, Nash and Young)
5. My Beautiful People – 3:45 (Melanie)
6. Birthday of the Sun – 3:21 (Melanie)

### Face 4
1. Blood of the Sun – 3:35 (Mountain)
2. Theme for an Imaginary Western – 5:03 (Mountain)
3. Woodstock Boogie – 12:55 (Canned Heat)
4. Let the Sunshine In – 0:50 (chantée par le public pendant la tempête)